# 스테디 비
스테디 비(Steady B) 한국의 여성랩퍼이다. 1999년 2월, Rappahollik 의 음반과, SNP에 가입하였다. 2000년 Krucifix Kricc, 윤희중, 2001 대한민국등 음반에 참여하였다. SNP 해체후, 4WD의 EP에 참여한 바있었다. 2004년 이후, 유학으로 인해 활동을 중단하였다. 2006년 유학을 소집 해제하여, Overclass로 활동을 재개하였다. 2007년 ,Overclass에 합류해, San E등 음반에 참여하였다. 2009년 6월, 첫 음반을 발매하였고, 2010년 4월 Xepy 음반을 끝으로 활동을 멈췄다.